# Robert Lorenz
Robert Lorenz (1 de abril de 1965) es un productor y director cinematográfico estadounidense conocido por sus colaboraciones con el actor y cineasta Clint Eastwood, con quien produjo, entre otras películas, Mystic river, Flags of our fathers y Letters from Iwo Jima. Como productor ejecutivo participó en las cintas Million dollar baby y Blood work, ambas dirigidas por Eastwood. Como director asistente ha trabajado en más de veinte filmes. En 2012 debutó como director con la película Trouble with the curve, protagonizada por Eastwood.

## Premios y distinciones
Óscar
| Año  | Categoría      | Película              | Resultado |
| ---- | -------------- | --------------------- | --------- |
| 2004 | Mejor película | Mystic River          | Nominado  |
| 2007 | Mejor película | Cartas desde Iwo Jima | Nominado  |
| 2015 | Mejor película | American Sniper       | Nominado  |